# 愛知県漂流
『愛知県漂流』（あいちけんひょうりゅう）は、愛知県内のサブカルチャーを掲載した雑誌。2002年1月創刊。2003年1月ごろ、Vol.7で廃刊。とかく保守的な中部地方においては、アンダーグラウンドと言っても良いようなサブカルチャーを題材にしていた。
試みとしては先進的であったが、先述したような「保守的な」地区においてはあまり受け入れられなかった。後半に掲載した廃墟シリーズは、好評だった様である。雑誌発行が終了した現在は、Webで活動している。

## 掲載していた主な分野
- 小劇場系演劇
- アート（ギャラリー）
- ミニシアター
- クラブ
- コスプレ
- アダルトビデオ
- インディーズロック
- 廃墟